# Episodi di Don Matteo (prima stagione)

Screenshot della prima stagione della serie.

La prima stagione della serie televisiva italiana Don Matteo è andata in onda in prima visione TV in prima serata su Rai 1, a partire dal 7 gennaio 2000 fino al 20 febbraio 2000.
Protagonisti della fiction sono Terence Hill, Nino Frassica, Flavio Insinna, Nathalie Guetta, Evelina Gori, Claudio Ricci, Francesco Scali, Gastone Moschin, Pietro Pulcini, Valerio Santoro nel ruolo di Antonio Lauro, Mauro Pirovano nel ruolo del vicario Giovanni Della Valle.
| nº | Titolo                       | Prima TV Italia  |
| -- | ---------------------------- | ---------------- |
| 1  | Lo straniero                 | 7 gennaio 2000   |
| 2  | Una banale operazione        | 7 gennaio 2000   |
| 3  | Il coraggio di parlare       | 14 gennaio 2000  |
| 4  | Anna                         | 14 gennaio 2000  |
| 5  | La strategia dello scorpione | 21 gennaio 2000  |
| 6  | Questione di fiuto           | 21 gennaio 2000  |
| 7  | La rosa antica               | 28 gennaio 2000  |
| 8  | Il piccolo angelo            | 28 gennaio 2000  |
| 9  | In attesa di giudizio        | 4 febbraio 2000  |
| 10 | Il ricatto                   | 4 febbraio 2000  |
| 11 | L'attore                     | 11 febbraio 2000 |
| 12 | Stato di ebbrezza            | 11 febbraio 2000 |
| 13 | Delitto accademico           | 18 febbraio 2000 |
| 14 | Amore senza età              | 18 febbraio 2000 |
| 15 | Il fuoco della passione      | 20 febbraio 2000 |
| 16 | La mela marcia               | 20 febbraio 2000 |

## Lo straniero
- Diretto da: Enrico Oldoini
- Scritto da: Alessandro Bencivenni, Carlo Mazzotta e Domenico Saverni

### Trama
A Gubbio, in provincia di Perugia, il sacerdote don Matteo Minelli è chiamato a ricoprire l'incarico di parroco nella Chiesa di San Giovanni. Don Matteo, nato in Umbria e missionario per tanti anni all'estero, è stato chiamato dal vescovo Guido, suo vecchio amico di lunga data, come successore di don Luigi, il precedente parroco morto di vecchiaia. Il Vescovo spiega a don Matteo che in una piccola città italiana bisogna imparare ad agire con discrezione, raccomandandogli di indossare la tonaca e di non intromettersi nelle indagini effettuate dalle Forze dell'Ordine. Don Matteo obbedisce subito all'ordine di vestire l'abito talare, ma sa che Dio gli ha donato un intuito per mettersi al servizio del Bene. In un fiume nelle vicinanze, intanto, viene ritrovato il cadavere di Slavkov, un profugo croato che lavorava nell'azienda dell'ingegner Galimberti. Tutto fa pensare che si tratti di un suicidio: l'uomo ha lasciato un biglietto d'addio, ma l'acqua del fiume lo ha fatto sbiadire e non si riesce a leggere quello che c'è scritto.  
Don Matteo entra in chiesa e si presenta alla perpetua Natalina e al sacrestano Pippo e poi celebra la sua prima messa nella nuova parrocchia. Il suo discorso fa riferimento agli insegnamenti di don Luigi, che lo aveva battezzato: don Matteo promette che avrà sempre la capacità di ascoltare chiunque abbia bisogno del suo aiuto. Alla celebrazione eucaristica è presente anche il Maresciallo dei Carabinieri Nino Cecchini, un uomo intelligente e di grande fede, che apprezza subito la capacità comunicativa di don Matteo. Terminata la messa Miriana la vedova di Slavkov, chiede a don Matteo di celebrare il funerale per suo marito e gli dice di essere disperata. Sia lei e sia Slavkov sono sempre stati cattolici convinti e suo marito non aveva nessun motivo per togliersi la vita: i due erano riusciti a fuggire dalla guerra e qui in Italia avevano trovato una nuova vita ed erano felici. Miriana teme che se davvero Slavkov si fosse suicidato, la sua anima sarebbe andata all'Inferno perché è questo che accade alle persone che si suicidano. Don Matteo le promette di scoprire la verità. 
Il prete va in Caserma, conosce il Maresciallo Cecchini e gli fa capire che Slavkov non si è suicidato e che bisogna fare luce su questo mistero. Don Matteo vorrebbe vedere il biglietto d'addio che il morto aveva nella tasca ma bisogna chiedere il permesso al Capitano Flavio Anceschi, il Comandante della Compagnia dei Carabinieri da cui dipende Cecchini. Quest'ultimo non ha nessuna intenzione di prendere in considerazione l'ipotesi di don Matteo, e si rifiuta di mostrargli quel biglietto. Le ipotesi di Don Matteo verranno, però, piano piano considerate dal capitano fino a riaprire le indagini. Incolpato dapprima Rodorovic per l'omicidio di Slavkov, si scoprirà che il colpevole è proprio l'ingegner Galimberti.
- Altri interpreti: Glauco Onorato (ingegner Galimberti), Popova Eljana Nikolova (Miriana), Romuald Andrzej Klos (Srdan Rodorovic), Fausto Galassi (barbiere), Gerardo Polo (Slavkov)

## Una banale operazione
- Diretto da: Enrico Oldoini
- Scritto da: Paola Catella e Carlo Mazzotta

### Trama
All'ospedale di Gubbio, il primario Anzillotti e l'anestesista Giuliani stanno effettuando un'operazione di appendicectomia su una bambina. Le possibilità di rischio si avvicinano allo zero, ma inspiegabilmente la piccola entra in coma. Mario Ricci, padre della bambina, discute furiosamente con Giuliani e lo minaccia di morte. Don Matteo assiste alla discussione perché quel giorno si trova in ospedale per la celebrazione eucaristica nella cappella. Il prete invita Ricci a calmarsi e gli chiede perché sia arrabbiato proprio con Giuliani. Ricci e sua moglie gli spiegano che hanno sentito Anzillotti rimproverare Giuliani per aver sbagliato a praticare l'anestesia.  
La mattina successiva, una donna delle pulizie trova il cadavere del dottor Giuliani su una scalinata di servizio. I Carabinieri arrivano subito sul luogo del delitto: Anceschi cerca di ricostruire l'accaduto. La sera precedente c'è stata una forte pioggia, e, come confermato dal medico legale, Giuliani è morto proprio mentre pioveva: potrebbe quindi trattarsi di un incidente, ma c'è qualcosa che non quadra. Innanzitutto sembra che la vittima si stesse dirigendo verso la sua automobile, ma non aveva in tasca le chiavi e indossava ancora il camice da medico. Vengono inoltre riscontrati segni di colluttazione: Giuliani non è caduto accidentalmente per quelle scale pericolose, ma qualcuno lo ha spinto con la forza. I sospetti ricadono subito su Mario Ricci, che ha parecchi precedenti penali, aveva minacciato di morte la vittima e non ha un alibi: dice di essere andato a ubriacarsi ma non c'è nessuno che lo può confermare. Ricci, mentre viene arrestato, urla la sua innocenza a don Matteo che promette di aiutarlo.  
Nel frattempo, Natalina ha notato che qualcuno stava svuotando la cassetta delle offerte; appostandosi in chiesa scopre che il ladro è Nerino, un bambino di strada dalla vita molto difficile: sua madre è morta poco dopo avergli dato la vita, suo padre è in carcere per rapina a mano armata e ora vive con Elide, la sua nonna paterna, che è una signora anziana e rimbambita. Don Matteo vuole aiutarlo, e intanto indaga sull'omicidio avvenuto in ospedale. 
- Altri interpreti: Mauro Pirovano, Gaetano Gaetano Amato, Virginia Lasalandra, Cristina Romanelli, Valerio Santoro, Stefania Sensi, Roberto Tozzi, Andrea Bruschi, Veronica Pompei, Daniela Casciarri, Luigi Diberti

## Il coraggio di parlare
- Diretto da: Enrico Oldoini
- Scritto da: Anna Samueli e Carlo Mazzotta

### Trama
Don Matteo sta per celebrare un matrimonio e Nerino va da lui per chiedergli aiuto: siccome la pensione di sua nonna Elide non basta più per pagare l'affitto, il bambino e l'anziana hanno ricevuto un avviso di sfratto. Il prete decide di ospitarli entrambi in canonica: Natalina inizialmente è contraria, ma poi si convince. 
Quella sera una donna giovane e bellissima, di nome Lenka, viene aggredita e picchiata da alcuni malviventi, i quali si introducono furtivamente anche nel negozio di suo marito Gino Rizzato per distruggere le ceramiche e gli altri oggetti. Lenka, con la faccia sanguinante, citofona a don Matteo e gli chiede aiuto. Natalina non può chiamare un'ambulanza perché il telefono della canonica è rotto da qualche settimana e non può nemmeno chiedere aiuto ai vicini perché sono tutti al matrimonio. Don Matteo decide allora di portare Lenka in ospedale con la bicicletta, ma durante il tragitto il prete e la donna passano proprio davanti al luogo dove si sta festeggiando il matrimonio e il fotografo ne approfitta per immortalare ciò che per le malelingue è la prova di una relazione scabrosa tra un sacerdote cattolico e una donna sposata. Gino arriva in ospedale e ringrazia don Matteo per il soccorso prestato a Lenka. Il prete spiega che è necessario andare dai Carabinieri per denunciare l'aggressione, ma sia Gino e sia Lenka insistono nell'affermare che si è trattato solo di una caduta dalle scale causata dai tacchi troppo alti. 
Il mattino seguente, Gino trova il negozio messo a soqquadro e le ceramiche distrutte. Il maresciallo Cecchini vuole che Rizzato venga in caserma per sporgere denuncia, ma il ceramista afferma di non conoscere il responsabile di questo atto vandalico e che certamente si è trattato di un teppista ubriaco. Cecchini invece è convinto che Gino Rizzato gli stia mentendo, ma non può costringerlo a parlare. Nel frattempo Santini, il vicedirettore della Banca Popolare di Gubbio, entra nella chiesa di San Giovanni e nota un bellissimo quadro raffigurante la Madonna, e chiede a don Matteo il permesso di portarlo a restaurare e di affidarlo a un museo. Il sacerdote, però, gli risponde che quel quadro si trova lì da tantissimi anni, ed è giusto che rimanga in chiesa. Il fotografo del matrimonio ha intanto pubblicato le foto di don Matteo che va in giro in bicicletta di sera con Lenka, e in città inizia a spargersi la voce che il prete e la donna sono amanti. Il Vescovo Guido, preoccupato, convoca il suo amico sacerdote e gli fa capire che l'unico modo per fare del bene senza cacciarsi nei guai è agire con discrezione. Don Matteo spiega che i coniugi Rizzato hanno un grave problema, ma non vogliono dire a nessuno di cosa si tratta: per questo lui sta cercando di aiutarli. Il Vescovo afferma che la gente ha ancora dei pregiudizi e si lascia condizionare dalle apparenze, e che ciò potrebbe comportare per Don Matteo delle conseguenze molto gravi. 
Il prete, però, non vuole smettere di aiutare i coniugi Rizzato, anche se le falsità su lui iniziano a diffondersi. Lenka va a confessarsi da Don Matteo e gli rivela che lei e suo marito sono perseguitati dagli usurai: qualche tempo prima il loro unico figlioletto aveva bisogno di essere operato in Svizzera, ma non avevano il denaro necessario. Poiché la banca non voleva concedergli un prestito, si sono rivolti a degli strozzini, che hanno prestato loro cinquanta milioni di lire. Ora il figlio sta bene ed ha cinque anni, ma gli strozzini pretendono il pagamento di interessi elevatissimi e hanno minacciato anche di fare del male al bambino. Don Matteo vorrebbe che Gino e Lenka denunciassero gli usurai, ma i due coniugi hanno troppa paura. La gente invece si è convinta che Lenka tradisce suo marito con Don Matteo.
- Altri interpreti: Katiuscia Kopnina (Lenka Rizzato), Pasquale Anselmo (Gino Rizzato), Antonio Campobasso (Santini), Giovanna Brilli (donna che inveisce contro Don Matteo), Luciano Casaredi (uomo che inveisce contro Don Matteo), Marcello Catania (uomo che inveisce contro Don Matteo)

## Anna
- Diretto da: Enrico Oldoini
- Scritto da: Paola Catella e Carlo Mazzotta

### Trama
Anna è una giovane e bellissima albanese che vive in un campo di profughi insieme ad altri immigrati dell'Est Europa, ed è fidanzata con Francesco, un muratore italiano. Una mattina, nello stesso campo profughi, Don Matteo celebra un battesimo. I genitori hanno deciso di dare al loro bambino il nome Matteo, come segno di ringraziamento al sacerdote per il prezioso aiuto che lui dà a loro e gli altri profughi. Al battesimo è invitata anche Anna, che lavora come cameriera nella villa dei ricchissimi coniugi Bernardi. Anna ha staccato dal lavoro e si sta recando alla fermata degli autobus per venire al battesimo, ma qualcuno arriva con la sua auto e la invita a salire. Nel frattempo, un'altra persona è entrata con le chiavi a casa Bernardi e ruba tutto ciò che ha un valore economico; poi rompe una finestra per far credere che il ladro non aveva le chiavi.
Poco dopo, i coniugi Bernardi scoprono che c'è stato un furto in casa loro e vanno subito nella caserma dei Carabinieri per denunciare Anna. Quest'ultima è arrivata al campo con molto ritardo, e quando si siede a tavola vicino a Don Matteo e a Natalina, arrivano due malviventi con una grossa moto che le fanno cenno di venire da loro. Anna dice al sacerdote e alla perpetua che uno dei due è un suo cugino di secondo grado che ha bisogno di soldi, e va da lui. Ma in realtà quell'uomo è un malvivente violento e senza pietà, che picchia Anna perché lei non gli ha ancora consegnato cinquanta milioni di lire. Per minacciare Anna, questo delinquente le sbatte la testa contro un muro. La ragazza è sconvolta ma non rivela a nessuno ciò che le sta succedendo, e poco dopo arrivano il maresciallo Cecchini e il brigadiere Ghisoni per portarla in caserma. Lì, il capitano Anceschi le chiede cosa sa del furto avvenuto a casa Bernardi. La giovane dichiara giustamente di essere innocente, ma non spiega per quale motivo è arrivata al battesimo con più di due ore di ritardo. La mancanza di un alibi, il fatto che lei aveva le chiavi di casa e che è stata denunciata dai Bernardi, fanno di Anna la principale sospettata del furto. I Bernardi licenziano Anna in tronco, e adesso la ragazza rischia anche di perdere il permesso di soggiorno. 
Don Matteo allora propone a Francesco e ad Anna di sposarsi: lui è subito felice di convolare a nozze con la ragazza che ama, ma lei scoppia in lacrime e scappa via. Poco dopo, Anna spiega a don Matteo ciò che le è successo. Quando lei si trovava in Albania, il suo fidanzato di allora le ha proposto di emigrare in Italia perché lì ci sono più possibilità di trovare un lavoro. Arrivati in Umbria, il fidanzato, che è quello stesso uomo che era venuto al campo il giorno del battesimo, l'ha costretta a prostituirsi minacciando di fare del male a lei e ai suoi genitori che si trovano in Albania. Lei ha fatto la prostituta per qualche tempo, ma non potendone più di quella vita è scappata via ed ha trovato aiuto nel campo profughi. Ha conosciuto Francesco e si è innamorata di lui, ma quel malvivente l'ha rintracciata e le ha chiesto cinquanta milioni di lire, altrimenti o torna a fare la prostituta oppure lui farà uccidere i suoi genitori in Albania.
- Altri interpreti: Tereza Zajickova (Anna), Franco Barbero (Angelo), Andrea Giuliano (Francesco), Edoardo Caminiti (padre del bambino Matteo), Annie Depardieu (prostituta), Nadir Mura (Mitat), Sergio Quirini (Sergio Bernardi), Nicole Romanelli (Mira), Birgitta Roselletti (dottoressa Gianna), Celeste Zenobi Ceccarelli (signora Bernardi)

## La strategia dello scorpione
- Diretto da: Enrico Oldoini
- Scritto da: Carlo Mazzotta

### Trama
Il Vescovo invita don Matteo a cena e gli chiede di sostituire per un breve periodo don Gustavo, il cappellano del carcere, che si è ammalato. Don Matteo accetta molto volentieri, anche perché in passato era stato il cappellano di un carcere del Nuovo Messico. In prigione, il prete fa amicizia con Vanni Bertolacci, padre di Nerino, che vorrebbe ottenere la semilibertà per andare a vedere con suo figlio la partita amichevole della Nazionale Italiana Nerino è impaziente e non vede l'ora di poter riabbracciare suo padre. Don Matteo instaura buoni rapporti anche con alcuni altri detenuti e con il personale penitenziario, tra cui c'è anche la psicologa che si occuperà della richiesta di Bertolacci. La donna racconta a don Matteo che lì in prigione c'è un detenuto che non ha legato con nessuno e che sta sempre in disparte: si tratta di Pascetti, un uomo che sta finendo di scontare una condanna di sei mesi per ricettazione. Pascetti è stato minacciato di morte da Gaetano Serravalle, un pericoloso boss mafioso detenuto proprio nel carcere di Gubbio. Serravalle odia Pascetti perché quest'ultimo si è fidanzato con la sua ex-compagna Maria. La ragazza ha scelto liberamente di lasciare Serravalle, ma lui la considera una sua proprietà e non accetta l'idea che Pascetti le abbia chiesto di sposarlo. 
Durante l'ora d'aria, mentre don Matteo sta parlando con il direttore del carcere, le guardie suonano l'allarme: è stato commesso un omicidio all'interno di una cella. Intervengono subito i carabinieri, che analizzano la scena del delitto: la vittima è proprio Gaetano Serravalle, che è stato assassinato nella sua cella con una manica di caldaia limata a tal punto da diventare un coltello. Una cosa molto strana è che, nonostante il clima sia molto freddo, la finestra è aperta. 
L'unico indagato per questo delitto è Pascetti, che ha un movente e non ha un alibi valido: ha infatti detto di essere andato da solo nel locale caldaia per fare una riparazione, mentre il suo acerrimo nemico veniva ucciso. Nessuno può testimoniare in suo favore e Pascetti rischia di essere condannato all'ergastolo, ma don Matteo crede nella sua innocenza e cerca di aiutarlo.
- Altri interpreti: Francesco Benigno (detenuto scommettitore), Stefania Barca (psicologa Paola), Ubaldo Lo Presti (Vanni Bertolacci), Marco Cavicchioli (Francesco Pascetti), Paolo Bonanni (amico del detenuto scommettitore), Sal Borgese (Gaetano Serravalle), Gianni Franco (direttore del carcere), Pietro Fornaciari (Serdelli), Mario Gigantini (agente del carcere), Sergio Tardioli (ispettore del carcere), Monica Vallerini (Maria, fidanzata di Pascetti), Valeria Vitti (moglie di Serdelli)

## Questione di fiuto
- Diretto da: Enrico Oldoini
- Scritto da: Paola Catella

### Trama
Una notte, poco prima dell'apertura della stagione della raccolta di tartufi, qualcuno uccide con del veleno tutti i cani addestrati per cercare il tartufo. Il giorno dopo, don Matteo si sta recando in bicicletta alla chiesa di Sant'Antonio per celebrare la tradizionale benedizione degli animali; incontra Salvatore Folena che sta andando alla benedizione con il suo cane Phoenix. Folena, che è un cercatore di tartufi, offre un passaggio a don Matteo. Phoenix è l'unico cane da tartufo rimasto vivo a Gubbio. I proprietari dei cani assassinati vanno in caserma per denunciare l'accaduto al maresciallo Cecchini. 
Uno di loro nota subito l'assenza di Folena, e lo accusa immediatamente: se l'unico cane risparmiato da questa strage è Phoenix, significa che il colpevole è Folena. I Carabinieri interrompono la benedizione degli animali per portare Folena in caserma: lì, il sospettato viene interrogato dal capitano Anceschi. Folena si dichiara innocente ma fornisce un alibi fasullo: dice infatti che mentre quei cani venivano assassinati lui si trovava a Città di Castello per fare visita a sua madre, ma la signora non conferma la sua versione dei fatti. Anceschi gli fa capire che il fatto di cui è accusato costituisce un reato, anche se le vittime non sono esseri umani.
In canonica, intanto, Natalina è esasperata dalla convivenza con Nonna Elide, perché la vecchia ha l'abitudine di chiudersi a chiave in bagno senza poi riuscire ad aprire la porta. Proprio nel bel mezzo di un litigio, arriva un messo comunale che assegna a Elide e a Nerino una casa popolare, poiché ne avevano fatto richiesta.
Folena chiede aiuto a don Matteo e gli spiega perché ha fornito un alibi falso: la notte della strage lui si trovava nel bosco a cercare tartufi, ma la stagione non era ancora aperta.
- Altri interpreti: Lucio Caizzi (Salvatore Folena), Andrea Garinei (dottor Mariani, veterinario), Achille Roselletti (Aldo Baraldi), Luciano Bettucci (amico di Baraldi), Carlo Biscontini (messo comunale), Lucio Vinciarelli (Duccio)

## La rosa antica
- Diretto da: Enrico Oldoini
- Scritto da: Anna Samueli

### Trama
Don Matteo riceve una lettera in cui una donna gli rivela di essersi innamorata di lui. Natalina la legge e si indigna. Poco dopo il prete ascolta la confessione di Annalisa, una sua parrocchiana che è in crisi con il marito: lei si è perdutamente innamorata di un altro uomo, e per onestà lo ha rivelato al marito, il quale se ne è andato di casa. La donna, però, ha intenzione di lasciare definitivamente l'amante e di chiedere perdono al marito. Don Matteo va al vivaio in cui l'uomo lavora e cerca di convincerlo a riconciliarsi con la sua consorte, ma lui è irremovibile. Ha persino ingaggiato un investigatore privato, che tra poco saprà dirgli il nome e il cognome dell'amante di sua moglie. 
Il giorno dopo, Annalisa viene trovata assassinata; l'assassino ha lasciato sul cadavere una rosa antica. Il capitano Anceschi ritiene che si tratti di un delitto passionale il cui autore sarebbe proprio il marito tradito che, accecato dalla gelosia, avrebbe ucciso sua moglie per poi metterle tra le mani una rosa che lui coltiva nel suo vivaio. Il sospettato viene arrestato, e don Matteo lo va a trovare in carcere: lui si dichiara innocente. Aveva finalmente trovato il coraggio per perdonare sua moglie, e quindi non le avrebbe mai fatto del male. Il prete gli chiede dove può trovare l'investigatore privato che stava pedinando Annalisa. Dopo averlo saputo, Don Matteo va da questo detective per capire se è in possesso di qualche informazione utile per scagionare l'innocente. Tuttavia l'investigatore gli rivela di non avere alcuna prova concreta del tradimento di Annalisa, e questa cosa lascia il prete un po' perplesso.
- Altri interpreti: Massimiliano Pazzaglia (investigatore privato Tony Petri), Enrica Bernacchi (Adele, la lavandaia), Mino Caprio (professore Artemisio Gigliotti), Paolo De Vita (signor Cotroneo), Lucia Della Valle (Annalisa Cotroneo), Pierfrancesco Corona (medico legale), Maria Adele Fontanelli (parrucchiera)

## Il piccolo angelo
- Diretto da: Enrico Oldoini
- Scritto da: Alessandro Bencivenni e Domenico Saverni

### Trama
Una ragazza madre di nome Cristina sta litigando furiosamente a casa sua con un suo coetaneo: lei gli ha detto che il neonato che si trova nella culla è il loro figlioletto, ma lui non le crede e pretende di fare il test del DNA. Lei allora lo caccia via, e i vicini di casa lo vedono entrare nella sua auto con un grosso borsone. Il mattino successivo, il ragazzo, che si chiama Francesco, va a chiedere un consiglio a don Matteo, dicendogli che non sa se quel bambino sia davvero suo figlio, ma che è indubbio che nove mesi prima della sua nascita lui e Cristina erano fidanzati. Nel frattempo, i due anziani vicini di Cristina trovano la giovane in fin di vita, e chiamano subito l'ambulanza e i Carabinieri. Qualcuno è entrato in casa della ragazza e l'ha picchiata così violentemente da mandarla in coma, e ha rapito il bambino. Francesco viene subito accusato di questi due orribili reati, ma si dichiara innocente. 
Don Matteo gli crede e indaga per conto suo. Dapprima chiede alla sua amica infermiera di controllare in archivio il certificato di nascita del bambino rapito; lei accetta di aiutarlo, e scopre che il piccolo non è nato nell'unico ospedale di Gubbio. I Carabinieri intanto hanno arrestato Francesco e stanno cercando il neonato; Don Matteo consiglia al maresciallo Cecchini di scoprire se Cristina ha partorito in casa. Cecchini interroga le cinque ostetriche e l'unico ostetrico uomo di Gubbio, ma nessuno dei sei ha mai fatto partorire quella ragazza. Don Matteo chiede allora al suo amico Vescovo di procurargli la lista dei neonati battezzati nell'ultimo periodo nella sua diocesi. Il Vescovo lo accontenta e nota una cosa strana: di recente una coppia di coniugi non più giovanissimi hanno fatto battezzare il loro bambino, ma il Vescovo sa per certo che quella donna non può avere figli.
- Altri interpreti: Vincenzo Peluso (Francesco Rinaldi), Imma Piro (signora Bolzeni), Virginia Lasalandra (infermiera), Paolo Scalondro (Aldo Bolzeni), Marta Zoffoli (Cristina Piersanti), Massimo Abate (fratello di Cristina), Giulia Weber (Giovanna Pozzessere), Umberto De Luca (killer dell'ospedale), Enzo Giovannini (dottor Andrea Gilleri), Franca Scagnetti (testimone), Lily Tirinnanzi (madre di Cristina)

## In attesa di giudizio
- Diretto da: Enrico Oldoini
- Scritto da: Alessandro Bencivenni e Domenico Saverni

### Trama
Una domenica mattina, don Matteo celebra come sempre la Santa Messa; tra i fedeli c'è anche l'avvocato Cardarelli insieme alla sua anziana madre. Terminata la celebrazione eucaristica, Don Matteo chiede a Cardarelli a che punto si trova la causa civile tra Nonna Elide e un'importante compagnia assicurativa umbra. L'avvocato infatti è il rappresentante legale di Elide, il cui marito è morto qualche anno prima in un incidente stradale, e l'assicurazione non ha ancora pagato il giusto risarcimento alla vedova. Poiché questa causa dura da troppo tempo, Cardarelli dice a don Matteo di andare nel suo studio quella mattina stessa, anche se è domenica. L'avvocato prima deve riportare sua madre nella clinica in cui vive. 
Il prete si presenta all'appuntamento, e trova la porta dello studio legale stranamente aperta: entra e sente uno sparo. Si precipita per capire cosa sia successo, e vede Cardarelli morto. A questo punto, l'assassino colpisce da dietro don Matteo con una violentissima botta in testa, che fa svenire il sacerdote. Il killer mette la pistola nelle mani di don Matteo, gli fa sparare un colpo al muro e scappa. I Carabinieri che arrivano sulla scena del delitto devono constatare che gli indizi sono contro don Matteo: il prete aveva la pistola in mano e dall'esame del guanto di paraffina risulta che è stato proprio lui a sparare. Don Matteo viene portato in caserma, dove spiega al maresciallo Cecchini e al capitano Anceschi tutto ciò che è successo. Ovviamente sia Cecchini e sia Anceschi non hanno nessun dubbio sull'assoluta innocenza di don Matteo, ma devono rispettare gli ordini del giudice: il prete viene quindi arrestato e portato in carcere con l'accusa di omicidio. 
Il Vescovo va subito a trovare il suo amico e gli promette di aiutarlo a uscire di prigione; lo informa anche del fatto che il migliore avvocato della città, la dottoressa Gargani, si è offerto spontaneamente di patrocinare la difesa di don Matteo. Quest'ultimo in carcere incontra Vanni Bertolacci, padre di Nerino, ed ha come compagno di cella un malvivente soprannominato Cimicetto, che è stato condannato all'ergastolo per aver ucciso una guardia giurata durante una rapina a mano armata. Cimicetto continua a dichiararsi innocente, ma nessuno degli altri detenuti gli crede; l'uomo racconta a don Matteo di essere stato condannato ingiustamente proprio per colpa dell'avvocato Gargani. 
- Altri interpreti: Victor Cavallo (Luigi "Cimicetto" Olivieri), Antonella Attili (avvocato Simonetta Gargani), Ubaldo Lo Presti (Vanni Bertolacci), Paolo Bonanni (detenuto), Roberto Ceccacci (avvocato Cardarelli), Claudio Chico (detenuto), Pietro Fornaciari (Serdelli), Antonio Friello (detenuto), Big Jimmy (detenuto), Andrea Lolli (agente della polizia penitenziaria), Luciano Luminelli (detenuto), Alberto Rossatti (avvocato dell'accusa), Sergio Tardioli (ispettore del carcere)
- Note: Questo episodio è stato trasmesso due settimane dopo la morte di Victor Cavallo avvenuta il 22 gennaio 2000, il quale fu l'ultima apparizione televisiva.

## Il ricatto
- Diretto da: Enrico Oldoini
- Scritto da: Carlo Mazzotta

### Trama
Don Matteo assiste a un processo tra il contadino Cingolani, patrocinato da una giovane avvocatessa ambientalista, e l'ingegnere Carlo De Francesco. Cingolani ha accusato De Francesco di inquinargli sistematicamente la terra e le acque della sua proprietà con gli scarichi tossici della sua fabbrica, ma la prova prodotta dalla rappresentante legale di Cingolani non può essere ritenuta valida per un vizio di forma: ne consegue che De Francesco viene prosciolto dall'accusa. Il contadino vorrebbe farsi giustizia da solo, ma don Matteo gli fa capire che il male non si può contrastare con altro male. 
L'ingegner De Francesco è sposato e ha un figlio della stessa età di Nerino; nonostante questo, da qualche tempo ha avviato una relazione extra-coniugale con una sua giovane e avvenente dipendente. Qualcuno gli invia a casa una busta con dentro delle foto che ritraggono lui che si bacia con la sua amante: si tratta di un ricatto. Infatti, poco dopo la persona che ha spedito quella busta fa una telefonata anonima a De Francesco, e, con una voce contraffatta, gli dice che se non smette di inquinare l'ambiente con i rifiuti tossici della sua fabbrica, quelle foto compromettenti saranno inviate a sua moglie: l'unico modo per salvare il suo matrimonio e la sua reputazione è quindi quello di chiudere gli scarichi della fabbrica. L'ingegnere è preoccupato delle possibili conseguenze di questo ricatto, e chiede aiuto al suo avvocato personale. Quest'ultimo si mette in contatto con qualche pezzo grosso dell'Arma dei Carabinieri, per fare in modo che il capitano Anceschi svolga un'indagine con la massima discrezione e riservatezza: così il ricattatore sarà arrestato, e la moglie del ricattato non verrà a sapere nulla. Anceschi riceve queste disposizioni ma sa che è impossibile smascherare l'autore del ricatto senza applicare la normale procedura, e quindi incarica il maresciallo Cecchini di dirigere l'indagine. 
Marco, il figlio di De Francesco viene aggredito da tre bulli mentre si sta recando a lezione di violino: Nerino, che passava di lì per caso, interviene in difesa del bambino ed ha una colluttazione con quei tre delinquenti, che gli fanno anche uscire il sangue ma poi sono costretti a scappare. Marco dapprima è dispiaciuto perché il suo violino si è rotto, ma poi si rende conto della bravura e del coraggio di Nerino, e tra i due bambini nasce una sincera amicizia. 
Con l'aiuto di don Matteo, il maresciallo Cecchini cerca di scoprire questo caso di ricatto, con la speranza di ottenere la tanto sospirata promozione. I sospetti ricadono inizialmente su Cingolani, che è quello che trarrà più benefici dalla chiusura degli scarichi. È indiziata anche l'avvocatessa che aveva rappresentato il contadino al processo: lei infatti è una convinta ecologista, e per il bene dell'ambiente potrebbe aver deciso di fare chiudere gli scarichi con un ricatto. Don Matteo però sostiene l'innocenza di entrambi: Cingolani non avrebbe mai speso dei soldi per scattare le foto, svilupparle e falsificare la voce, mentre il suo avvocato non sapeva nemmeno che De Francesco avesse una relazione extra-coniugale, e in ogni caso non farebbe mai qualche cosa che sia in contrasto con la Legge.
- Altri interpreti: Paolo Malco (ingegner Carlo De Francesco), Ines Nobili (avvocato Giovanna Cafiero), Gippy Soprani (Enrica De Francesco), Fabio Biaggi (amico fattore di Cingolani), Annalisa Bruzzese (Alessia Venturi), Giovanni Di Giacomo (Marco De Francesco), Enzo Moncelsi (autista di De Francesco), Graziano Sirci (avvocato di De Francesco), Patrizia Venturini (ambientalista Gabriella), Gianfranco Zampetti (Augusto Cingolani)

## L'attore
- Diretto da: Enrico Oldoini
- Scritto da: Paola Catella e Carlo Mazzotta

### Trama
Una troupe cinematografica romana si trova a Gubbio per effettuare le riprese di un film d'azione con un altissimo tasso di violenza. Una efferata scena con il protagonista Manuel Donato deve essere girata proprio nella chiesa San Giovanni, ma don Matteo proibisce ciò agli attori e ai cineasti. Infatti, quando gli avevano chiesto il permesso, loro avevano fornito al parroco una sceneggiatura diversa da quella del film che stanno girando. L'attore Manuel Donato, che interpreta un sacerdote cattolico, si adira del fatto di non poter girare in chiesa e tratta male suo fratello Giovanni, che fa parte del cast. Giovanni propone di girare nel piazzale antistante la chiesa, perché lì, essendo suolo pubblico, nessuno avrà nulla da ridire. 
Pippo ha una videocamera e la vuole utilizzare per immortalare Lucia, la moglie di Manuel Donato, anche lei attrice, che fa parte del cast del film. Il maresciallo Cecchini va al bar di Luigi, un uomo di origine toscana. Luigi è contento perché sua moglie Maura è stata ingaggiata dai produttori del film come aiuto-costumista, ma non sa che Manuel Donato e Maura hanno una relazione extra-coniugale. Per un'altra scena di inaudita violenza, anche Luigi viene ingaggiato come comparsa: dovrà sparare con una carabina caricata a salve nella direzione di Manuel Donato, proprio come faranno gli altri figuranti. Il regista fa partire l'azione, e tutti i figuranti cominciano a sparare. Manuel Donato cade a terra sanguinante: qualcuna delle carabine non era caricata a salve, e l'attore muore dopo essere stato colpito da un colpo al cuore. 
I Carabinieri iniziano subito le indagini e interrogano tutti i figuranti; tra questi, l'unico ad avere un buon movente è Luigi. Il capitano Anceschi, durante l'interrogatorio, gli chiede se è stato lui a uccidere l'attore perché aveva una relazione sessuale con sua moglie Maura. Il sospettato, però, non sapeva che sua moglie lo tradisse, e adesso è sconvolto dalla notizia e decide di confessare di aver commesso questo delitto, pur essendo assolutamente innocente. Oltre alla confessione, si aggiunge il fatto che dall'esame balistico risulta che la traiettoria del colpo di carabina che ha ucciso Manuel Donato è compatibile con la posizione in cui si trovava Luigi al momento dell'omicidio. Sia don Matteo e sia il capitano Anceschi ritengono che Luigi abbia confessato solo per salvare il cosiddetto onore.
Tramite il video che aveva fatto Pippo il giorno dell'omicidio, Don Matteo nota che Lucia, mentre stanno uccidendo il marito, guarda verso dietro, quindi capisce che ha visto l'assassino. Con il maresciallo Cecchini trova dietro il cespuglio il bossolo di una carabina e delle impronte, che corrispondono a un mocassino da uomo con un rialzo interno. Questa calzatura viene trovata nella stanza del fratello della vittima Giovanni: è stato lui a uccidere l'attore, colpevole di avergli rubato la fidanzata, Lucia, per poi tradirla continuamente. 
- Altri interpreti: Rodolfo Corsato (Giovanni Donato), Lucilla Diaz (Lucia Donato), Emanuela Moschin (Maura Fattori), Riccardo Acerbi (Manuel Donato), Carlo Monni (Luigi Fattori), Stefano Ambrogi (Enrico, il regista)

## Stato di ebbrezza
- Diretto da: Enrico Oldoini
- Scritto da: Anna Samueli

### Trama
Siamo a dicembre, e don Matteo si trova in uno dei due autobus per il viaggio di ritorno da una gita parrocchiale. Il prete informa i passeggeri che il Vescovo gli ha chiesto di organizzare un coro per la Santa Messa di Natale, e chi vuole partecipare dovrà venire in chiesa per le audizioni e le prove. I fedeli gli chiedono di fare già lì in pullman una prima prova. Nel frattempo, l'autobus che si trova davanti a loro frena bruscamente e fa un incidente. L'autista che lo guidava è un ex-alcolista, che viene portato all'ospedale insieme agli altri feriti. Per fortuna non c'è stata nessuna vittima, ma dalle analisi del sangue risulta che l'autista aveva bevuto talmente tanto alcool da renderlo completamente ubriaco. L'uomo viene quindi fermato dai Carabinieri, ma dice a don Matteo di non aver bevuto nemmeno un goccio, di fatti le analisi effettuate pochi giorni dopo sono pulite e dimostrano che l'uomo non ha ricominciato a bere. Don Matteo crede nell'innocenza di Mancini e inizia a indagare, e per questo dedica poco tempo al coro di Natale. Per tale motivo, il Vescovo lo esorta a sbrigarsi perché il 25 dicembre si avvicina. Il Vicario Giovanni Della Valle è convinto che don Matteo non riuscirà a preparare un coro in così poco tempo, ma il prete promette di mantenere la parola.
Don Matteo torna in ospedale a indagare e scopre che quella sera nello stesso ospedale sono stati ricoverati dei ragazzi ubriachi, usciti da una discoteca. Uno di loro, eccetto un certo Giuseppe Secchi, risultano con un elevatissimo tasso di alcol nel sangue, ma un'infermiera conferma al prete che erano sicuramente tutti ubriachi. 
Avvertito da don Matteo, il capitano Anceschi fa revisionare nuovamente il pullman: il tubo di gomma che porta il liquido al radiatore era in cattive condizioni e che quindi il motore ha grippato, di conseguenza Mancini non aveva frenato. Quindi il capitano Anceschi convoca il proprietario dei pullman, Tenassi, il quale alla fine confessa che a sostituire le provette in ospedale è stato lui, per intascare i soldi dell'assicurazione al fine di acquistare dei nuovi pullman super accessoriati, ma che sua moglie, la quale lavora in un laboratorio dell'ospedale, non c'entra nulla.
Don Matteo può dedicarsi al suo coro, ma riceve una visita da Vincenzo, il quale non è convinto del fatto che il tubo si sia casualmente rotto, perché secondo lui l'autobus non aveva alcun problema.
Il prete si reca dal meccanico, il quale gli dice che la spia non si è accesa perché probabilmente non aveva nessun guasto da segnalare, ma Don Matteo chiede di vedere il tubo che si è rotto. Così capisce che a rompere il tubo è stato l'ex socio di Tenassi, il quale voleva vendicarsi di essere stato cacciato dalla società, dopo aver casualmente scoperto che egli sarebbe stato disposto a comprare i nuovi pullman.
- Altri interpreti: Tony Sperandeo (Vincenzo Mancini), Daniela Conti (Giulia Mancini), Luigi Montini (signor Tenassi), Virginia Lasalandra (infermiera), Domenico Murolo (meccanico), Guido Quintozzi (Sergio Passeri)
- Nota. L'episodio è ambientato nel periodo natalizio e affronta il delicato tema dell'alcolismo.

## Delitto accademico
- Diretto da: Enrico Oldoini
- Scritto da: Carlo Mazzotta e Luca Manfredi

### Trama
Stefano Verrà, un ricercatore universitario di ventinove anni, viene assassinato all'interno dell'università di Gubbio. Il medico legale spiega ai Carabinieri che Verrà è morto per sfondamento del cranio, e che probabilmente l'arma del delitto è una catena. Il maresciallo Cecchini chiede agli studenti di consegnare tutte le catene dei motorini che ci sono in facoltà per capire quale di queste è l'arma del delitto.   
Dopo gli esami della scientifica viene arrestato Riccardo, ricercatore universitario risentito con la vittima perché gli aveva rubato una ricerca, grazie alla quale Verrà è diventato professore associato. Inoltre sulla catena del motorino di Riccardo sono state trovate tracce ematiche della vittima. Il ragazzo si professa innocente e chiede a Don Matteo di aiutarlo.  
Il prete parla con la fidanzata di Riccardo, Roberta, la quale gli dice che il professor Mandini e il suo assistente Fanti vendono gli esami agli studenti in cambio di cospicue somme di denaro e che Verrà, con il quale Roberta aveva una relazione, lo aveva scoperto e li ricattava.   
Per scoprire il traffico degli esami il prete convince Roberta a farsi bocciare al prossimo esame con Mandini: il piano funziona e Fanti dice alla ragazza che, in cambio di soldi, passerà il prossimo esame. I due vengono attestati per truffa, ma negano il loro coinvolgimento nell'omicidio.  
Nel frattempo in carcere arriva una lettera a Riccardo, in cui c'è scritto che Roberta aveva una relazione con la vittima. La ragazza non può fare altro che ammetterlo e Riccardo va via amareggiato. Sul computer della vittima viene trovato un file in cui sono scritti tutti gli esami che sono stati comprati e il nome dello studente, tuttavia l'unico esame l'unico nome che non è sulla lista è quello di Roberta. Don Matteo capisce che ad uccidere Verrà è stato qualcuno che voleva coprire Roberta. 
Nel laboratorio di chimica, Giampaolo aggredisce Roberta dopo una lite, poiché lei aveva realizzato essere lui il responsabile del delitto, nonché dell’arresto di Riccardo, e inoltre lo aveva respinto dichiarando di essere disgustata da lui. In quel momento però irrompono Don Matteo e i carabinieri e, naturalmente, Giampaolo verrà arrestato. Prima di essere portato via ammetterà di non essere riuscito a sopportare l’idea che Roberta avesse potuto preferirgli una persona spregevole come Verra e che la loro relazione rappresentava per lui un’occasione perfetta per liberarsi di due rivali in un colpo solo. 
- Altri interpreti: Karin Proia (Roberta), Lorenzo Amato (dottor Giampaolo Bonelli), Alberto Molinari (dottor Riccardo Di Salvo), Renato Campese (professor Mandini), Orazio Stracuzzi (Pietro Fanti), Luisa Fiore (Giovanna)

## Amore senza età
- Diretto da: Enrico Oldoini
- Scritto da: Carlo Mazzotta

### Trama
Libero Ferrini, un ex-partigiano di settantadue anni, muore vicino a una cabina telefonica. Grazie all'aiuto economico della contessa Elena Lombardi Satriani e di suo figlio Ottavio, don Matteo ha potuto riaprire il cinema parrocchiale; Ottavio, però, dimostra di avere una mentalità ottusa criticando la scelta di un film che racconta una storia d'amore tra due anziani. Elena ha saputo della morte di Libero Ferrini, e decide di accollarsi tutte le spese per le onoranze funebri, ma chiede a don Matteo la massima riservatezza sul suo interessamento. Anche il Vescovo Guido partecipa al funerale di Ferrini, perché quest'ultimo gli aveva salvato la vita durante la seconda guerra mondiale: quando un soldato nazista stava per assassinare il soldato italiano Guido, Ferrini si avventò contro il nazista e gli diede un morso fortissimo. Per via di questa sua abilità nel mordere i nemici, Libero Ferrini veniva soprannominato "il lupo".
Dall'autopsia risulta che Ferrini non è morto per cause naturali, ma che ha lottato contro qualcuno prima di sbattere mortalmente la testa. Ferrini era ospite della casa di riposo "Villa Margherita", ma aveva un carattere arzillo e ribelle. Il capitano Anceschi chiede a don Matteo se è stata proprio la contessa Elena Lombardi Satriani, vedova da qualche anno, a pagare il funerale, e il prete non può fare altro che confermare.
Elena e Libero infatti, avevano una relazione sentimentale da quando lui, qualche settimana prima, era tornato in Italia dalla Nuova Zelanda, dove era stato emigrante per mezzo secolo. I due si erano conosciuti durante la guerra, ma lei non ha mai tradito suo marito: ora che Elena è vedova, Ferrini voleva sposarla, ma Ottavio era assolutamente contrario al loro rapporto perché, secondo lui, una contessa non può innamorarsi di un vecchio che vive in un ospizio. I Carabinieri credono che il colpevole sia proprio Ottavio, ma l'uomo si dichiara innocente e chiede aiuto a Don Matteo. 
Alla casa di riposo "Villa Margherita", don Matteo nota che il direttore non tratta bene gli anziani e che la stanza di Libero Ferrini è stata riverniciata in tutta fretta. Così, dopo aver parlato con il prete, Anceschi manda i suoi uomini a sorvegliare la casa di riposo ed ha quindi le conferme dei maltrattamenti a carico degli anziani, così il direttore viene arrestato. Da un esame sulla dentiera della vittima si scopre che aveva dato un morso alla mano del direttore, il quale confessa che aveva avuto una lite con Ferrini, ma che non è lui l'autore dell'omicidio. L'uomo viene incriminato, ma Don Matteo scopre che a commettere l'omicidio è stato Ottavio e lo convince a costituirsi. 
- Altri interpreti: Ilaria Occhini (contessa Elena Lombardi Satriani), Davide Bechini (Ottavio Lombardi Satriani), Nanni Tamma (Antonini), Paolo Triestino (dottor Alberti)

## Il fuoco della passione
- Diretto da: Enrico Oldoini
- Scritto da: Anna Samueli

### Trama
La contessa Ravelli ha organizzato un'asta in cui mette in vendita i suoi beni per liberarsi dei debiti. L'oggetto più prezioso è un diamante chiamato "il fuoco della passione" perché si diceva che avesse il potere di fare nascere l'amore tra i coniugi che si sposano in un matrimonio combinato. Durante l'asta, però, il fuoco della passione viene ritirato con la scusa che la contessa non vuole sbarazzarsene. In realtà, la Ravelli vende clandestinamente il diamante all'ingegnere Morabito, il quale la paga in contanti ma le raccomanda di non rivelare a nessuno di questa compravendita. 
Morabito è sposato da molti anni con Clara, una casalinga intelligente e sensibile. Clara vuole aiutare don Matteo a organizzare un'asta di beneficenza, in cui verranno venduti oggetti donati dai parrocchiani, e il ricavato andrà alle famiglie più povere dell'Umbria. La donna decide di portare all'asta anche una gondola in miniatura, non sapendo che proprio dentro quell'oggetto suo marito ha nascosto il fuoco della passione. Si svolge l'asta di beneficenza: Nerino e Pippo, con la macchina da scrivere, fanno l'elenco degli oggetti venduti. Tra le altre cose ci sono tre gondole in miniatura: una viene venduta a un collezionista, una a Natalina e l'altra a Rosina, un'anziana amica di Nonna Elide. 
Morabito ha una giovane amante e vuole rivendere il fuoco della passione per andare a vivere all'estero insieme a lei, ma quando Clara gli dice di aver dato via la gondola per l'asta di beneficenza, lui va su tutte le furie e chiede di sapere chi l'ha comprata. La moglie gli spiega che le gondole all'asta erano tre, e che probabilmente la sua è stata acquistata da Rosina. L'ingegnere vorrebbe ricomprare quella gondola da Rosina, ma la vecchia non vuole sentire ragioni. Il giorno successivo, qualcuno si introduce in casa di Rosina, la uccide con una fortissima botta in testa e cerca il diamante nella gondola.
Morabito viene convocato dai Carabinieri e conferma il litigio con l'anziana, ma nega il suo coinvolgimento nell'omicidio. Nel frattempo qualcuno si introduce in canonica per rubare i soldi dell'asta e aggredisce Don Matteo con uno spray. Il giorno dopo il prete va con Natalina in una profumeria, dove lavora l'amante di Morabito: la perpetua vuole acquistare una maschera per il viso, ma la donna la tratta con sufficienza. Don Matteo si offre di regalare un profumo a Natalina e riconosce tra uno di questi l'odore dello spray che hanno usato per aggredirlo.
Il giorno dopo Don Matteo sente alla televisione che un critico d'arte, il Professor Vincenzi, è stato aggredito da una persona con un impermeabile nero: sembrerebbe una rapina, ma in casa non manca nulla. Il professore era stato all'asta di beneficenza organizzato dalla parrocchia, quindi intuisce che il ladro stesse cercando la seconda gondola che è stata comprata da Vincenzi all'asta di beneficenza. Oltre ai soldi, il ladro in canonica ha rubato la lista degli acquirenti, quindi la prossima aggressione sarà ai danni di chi ha comprato la terza gondola: questa è stata comprata da Natalina e poi regalata a nonna Elide, che non ricorda dove l'ha messa. In ogni caso, il ladro crede che la gondola sia in mano a Natalina, quindi i Carabinieri si appostano fuori dalla parrocchia in attesa dell'arrivo del ladro, ma ad arrivare sono Pippo, che aveva dimenticato delle aspirine in canonica, e Clara, che aveva confezionato un abito per Natalina. La donna entra in canonica con la scusa di fare provare l'abito alla perpetua, ma viene sorpresa da don Matteo e dai Carabinieri intenta a cercare il diamante nella gondola, quindi è stata lei a uccidere erroneamente la signora Rosina e ad aggredire don Matteo e il professor Vincenzi. 
- Altri interpreti: Stefano Masciarelli (ingegnere Morabito), Caterina Vertova (Clara Morabito), Tatiana Farnese (contessa Ravelli), Zoe Incrocci (Rosina), Milena Miconi (amante di Morabito)
- Nota: In questo episodio, il cui titolo di lavorazione nel 1998 era L'asta di beneficenza, Milena Miconi ricopre il ruolo secondario dell'atea amante di Morabito, ruolo del tutto indipendente da quello interpretato nelle stagioni 4 e 5.

## La mela marcia
- Diretto da: Enrico Oldoini
- Scritto da: Francesca Panzarella

### Trama
Maiori, un brigadiere dei Carabinieri, si è infiltrato in un traffico di droga, e per guadagnarsi la fiducia dei malviventi ha preso un pacchetto di cocaina dal deposito e ora si reca all'appuntamento per consegnarla. Don Matteo, trovandosi a passare proprio nella zona dove dovrebbe avvenire lo scambio, vede che i due delinquenti stanno pestando a sangue Maiori: il prete interviene per fermare l'aggressione, ma riceve un pugno e riesce a mettere in fuga i due spacciatori. Maiori viene subito portato all'ospedale, e al reparto di rianimazione i medici riescono a salvarlo. Il maresciallo Cecchini ringrazia don Matteo per aver salvato la vita a Maiori, e gli spiega che soltanto quattro uomini erano al corrente del fatto che si era infiltrato: lo stesso Cecchini, il capitano Anceschi, Ghisoni e Lauro. Uno dei quattro è un corrotto e ha rivelato ai trafficanti la vera identità di Maiori. Anceschi si trova in missione fuori Umbria, e Cecchini non ha alcun dubbio sulla sua innocenza: il maresciallo non vuole credere nemmeno che Ghisoni o Lauro possano aver fatto una cosa del genere, e chiede a don Matteo di aiutarlo in questa delicata indagine. I due iniziano a pedinare Antonio Lauro, il quale si reca nella villa dei Lattanzi, una famiglia che qualche anno prima è stata coinvolta in un caso di droga. In realtà Lauro non è affatto un corrotto, ma è soltanto innamorato di Francesca, la moglie di Lattanzi. Don Matteo e Cecchini pedinano anche Ghisoni, e scoprono che il ragazzo è proprietario di una costosissima automobile sportiva: nemmeno Ghisoni è corrotto, perché l'auto è stata acquistata con i soldi di una regolare vincita al SuperEnalotto. La droga del deposito viene fatta esaminare, e si scopre che qualcuno l'ha sostituita con del bicarbonato: i due malviventi volevano quindi uccidere Maiori non perché avevano scoperto la sua identità, ma perché avevano creduto che volesse imbrogliarli. Ne consegue che la talpa potrebbe essere chiunque tra i carabinieri della caserma di Gubbio, perché tutti loro possono accedere al deposito.
- Altri interpreti: Luciano Federico (Benvenuti), Elena Bermani (Francesca Lattanzi)